# Ihor Bakaj
Ihor Mychajłowycz Bakaj, ukr. Ігор Михайлович Бакай (ur. 17 listopada 1963 w Równem) – ukraiński polityk, były dyrektor koncernu Naftohaz Ukrainy

## Życiorys
Z wykształcenia technik leśnik, w 1997 został absolwentem prawa. Od lat 90. obejmował kierownicze stanowiska w różnych przedsiębiorstwach. W latach 1995–1996 był członkiem władz koncernu Interhaz, następnie pracował jako urzędnik w państwowym komitecie do spraw przemysłu naftowego, gazowego i petrochemicznego. Sprawował mandat deputowanego Rady Najwyższej II i III kadencji. W latach 1998–2000 kierował koncernem Naftohaz Ukrainy. Od października 2003 do grudnia 2004 był zatrudniony w administracji prezydenta Łeonida Kuczmy.
Po pomarańczowej rewolucji wyjechał do Rosji, w 2005 uzyskał obywatelstwo rosyjskie.